# Paul Gauguin (Schiff)
Die Paul Gauguin ist ein Kreuzfahrtschiff von Paul Gauguin Cruises, einer Marke der Compagnie du Ponant.

## Geschichte
Das Schiff wurde 1997 unter der Baunummer G31 auf der französischen Werft Chantiers de l’Atlantique in Saint-Nazaire gebaut. Die Kiellegung fand am 27. November 1995, der Stapellauf am 25. April 1996 statt. Die Fertigstellung des Schiffes erfolgte am 1. Dezember 1997. Das Schiff ist nach dem französischen Maler Eugène Henri Paul Gauguin benannt, der einen Teil seines Lebens in Französisch-Polynesien lebte und 1903 auf Hiva Oa, einer Insel der Marquesas-Inseln, verstarb. Es kam unter französischer Flagge in Fahrt. Heimathafen war Mata Utu.
Gebaut worden war das Schiff für Société Services et Transports, um für Kreuzfahrten von Papeete aus genutzt zu werden. Für den Hotelbetrieb an Bord sollte die US-amerikanische Reederei Radisson Seven Seas Cruises zuständig sein, die das Schiff jedoch noch vor der Indienststellung langfristig charterte und Kreuzfahrten unter eigenem Namen vertrieb. Radisson Seven Seas Cruises nutzte das Schiff überwiegend für einwöchige Kreuzfahrten von Papeete aus in die Inselwelt der Gesellschaftsinseln. Teilweise wurden auch längere Kreuzfahrten nach Fidschi und zu den Marquesas-Inseln angeboten.
2004 wurde das Schiff von der Société Services et Transports an die Unternehmen Grand Circle Travel und Vantage Deluxe World Travel, die für den Betrieb des Schiffes das Unternehmen Paul Gauguin Shipping gründeten, verkauft. Das bisher unter französischer Flagge betriebene Schiff kam unter die Flagge der Bahamas. Zunächst war geplant, dass Radisson Seven Seas Cruises das Schiff ab 2006 auch in Südamerika, der Antarktis, im Mittelmeer und der Ostsee einsetzen würde. Dies wurde jedoch nicht verwirklicht.
2006 firmierte Radisson Seven Seas Cruises in Regent Seven Seas Cruises um. 2008 wurde das Unternehmen von Prestige Cruise Holdings übernommen, die auch Muttergesellschaft von Oceania Cruises war. Die zuvor mehrfach verlängerte Charter lief schließlich im Januar 2010 aus.
Paul Gauguin Cruises war bereits vor dem Auslaufen der Charter im August 2009 an das auf Reisen nach Französisch-Polynesien spezialisierte Unternehmen Pacific Beachcomber verkauft worden. Das Schiff wurde ab 2010 von Paul Gauguin Cruises weiterhin für Kreuzfahrten im Südpazifik eingesetzt.
Anfang 2012 wurde das Schiff überholt und modernisiert. Dabei wurde unter anderem die Anzahl der Passagierkabinen auf 166 erhöht.
2019 wurde Paul Gauguin Cruises durch den französischen Kreuzfahrtveranstalter Compagnie du Ponant übernommen. Im Mai 2020 wurde das Schiff erneut modernisiert und dabei unter anderem mehrere Kabinen auf Deck 7 umgebaut. Hierdurch reduzierte sich die Anzahl der Passagierkabinen auf 159, in denen 318 Passagiere untergebracht werden können. Im Juli 2020 wurde das Schiff wieder unter die Flagge Frankreichs gebracht.
Das Schiff wird seit seiner Indienststellung im Südpazifik für Kreuzfahrten genutzt. Es verkehrt überwiegend von Tahiti aus zu einwöchigen Kreuzfahrten in die Inselwelt der Gesellschaftsinseln sowie teilweise auch auf längeren Kreuzfahrten zu den Cookinseln, den Marquesas, dem Tuamotu-Archipel und nach Fidschi.

## Technische Daten und Ausstattung
Das Schiff wird dieselelektrisch angetrieben. Die elektrischen Antriebsmotoren von CGE Alsthom mit jeweils 4500 kW Leistung wirken auf zwei Festpropeller. Für die Stromerzeugung für die Antriebsmotoren und den Bordbetrieb stehen insgesamt vier Dieselgeneratorsätze zur Verfügung. Die Generatoren werden von MAN-Dieselmotoren angetrieben. Zwei Viertakt-Sechszylinder-Dieselmotoren des Typs MAN 6L32 mit jeweils 2536 kW Leistung treiben zwei Generatoren mit jeweils 3170 kVA Scheinleistung, zwei Viertakt-Neunzylinder-Motoren des Typs MAN 9L32 mit jeweils 3800 kW Leistung treiben zwei Generatoren mit jeweils 4750 kVA Scheinleistung an. Außerdem wurde ein Notgenerator mit 413 kVA Scheinleistung verbaut, der von einem Dieselmotor mit 330 kW Leistung angetrieben wird. Das Schiff ist mit einem Bug- und einem Heckstrahlruder ausgerüstet.
Das Schiff verfügt über neun Decks. Sieben der Decks, Deck 3 bis Deck 9, sind für Passagiere zugänglich. An Bord befinden sich 159 Passagierkabinen. Sämtliche Kabinen sind Außenkabinen, 115 mit eigenem Balkon. An Bord stehen mehrere Restaurants und Bars zur Verfügung, ein Salon mit Bühne, eine Boutique, ein Spa- und Fitnessbereich sowie ein Schwimmbecken. Am Heck des Schiffes befindet sich eine Wassersportplattform, die in den Rumpf integriert ist und heruntergeklappt für verschiedene Wassersportarten genutzt werden kann. Die Brücke befindet sich auf Deck 7.
Auf der Back sind zwei Krane installiert, mit denen dort mitgeführte Beiboote oder Container bewegt werden können.
Das Schiff ist mit zwei Flossenstabilisatoren ausgestattet.

## Sonstiges
Das Schiff war Motiv auf Briefmarken, so 2007 in Französisch-Polynesien und 2013 in Togo.